# Sajjid Sadik
Sajjid Sadik (arab. سید صادق) – miasto w Iraku, w muhafazie As-Sulajmanijja. W 2009 roku liczyło 50 995 mieszkańców.